# Charmbracelet
Charmbracelet é o nono álbum de estúdio da artista musical estadunidense Mariah Carey, lançado em 3 de dezembro de 2002 pela Island Records e MonarC Entertainment. O álbum foi seu primeiro lançamento após o fracasso crítico e comercial de seu filme Glitter (2001) e sua trilha sonora acompanhante. Para o projeto, ela voltou a trabalhar com antigos colaboradores, como Jermaine Dupri, Jimmy Jam e Terry Lewis, e também juntou-se a novos parceiros como 7 Aurelius e Dre & Vidal. Charmbracelet liricamente combina temas pessoais e introspectivos, enquanto tenta recapturar o público de Carey ao fornecer um som mais adulto contemporâneo, mas mantendo a sonoridade urbana presente em seus álbuns anteriores.
Após seu lançamento, Charmbracelet recebeu avaliações mistas dos críticos musicais. Muitos sentiram que embora as canções fossem boas, nenhuma delas se destacava para fazer um impacto muito grande. Além disso, eles discordaram sobre a voz de Carey, com alguns apontando que ela soava danificada, enquanto outros apreciaram sua qualidade vocal. Charmbracelet estreou na terceira posição da tabela estadunidense Billboard 200, vendendo 241.000 cópias na primeira semana. Internacionalmente, o álbum teve sucesso moderado, atingindo o top 40 em sete países, enquanto figurou entre os 10 álbuns mais vendidos no Japão e Suíça. Charmbracelet contabiliza cerca de 3 milhões de exemplares vendidos ao redor do mundo.
Três singles foram lançados para promover o álbum; o primeiro, "Through the Rain" foi o maior sucesso entre os três, alcançando o top 10 no Canadá, Suíça, Suécia e Itália e Reino Unido. Nos Estados Unidos, ele falhou em repetir o sucesso dos singles anteriores de Carey, alcançando apenas a posição 81 na Billboard Hot 100. Os outros dois, "Boy (I Need You)" e "Bringin' on the Heartbreak", não conseguiram igualar os números internacionais do primeiro single. Carey também se apresentou em vários programas de televisão, como no trigésimo American Music Awards, Today e The Oprah Winfrey Show, além de embarcar na Charmbracelet World Tour: An Intimate Evening with Mariah Carey, que tornou-se sua excursão mais longa, com 69 concertos realizados em oito meses. 

## Antecedentes
"Eu trabalhei muito muito duro por muitos muitos anos, e eu nunca fiz uma pausa, e ano passado, eu tinha ficado muito exausta e não estava bem física e emocionalmente. Aprendi um pouco mais sobre trabalhar duro, mas também, como ser saudável e cuidar de mim, agora, em geral na minha vida eu estou num lugar muito bom, feliz."

—Carey falando sobre suas experiências vividas no ano anterior ao lançamento de Charmbracelet.
Ao final da década de 1990, Carey havia se divorciado de seu marido e executivo de sua gravadora Columbia Records, Tommy Mottola, e obteve mais controle criativo sobre sua carreira. Com Butterfly (1997), seu primeiro álbum lançado após a sua separação, a cantora libertou sua "gatinha sensual interna" segundo alguns críticos, e com seu próximo lançamento, Rainbow (1999), a cantora continuou a infundir mais influências de R&B em sua música, nomeadamente com "Heartbreaker", o primeiro single do álbum, que caracterizou a maior proximidade de Carey no território do hip hop. Carey começou a deixar para trás sua voz da década de 1990, e de acordo com um escritor do The Sacramento Bee, tentou soar mais gueto. Ela parou de trabalhar com produtores pop como Babyface e Walter Afanasieff, a fim de buscar um novo som e público com escritores como Sean Combs e Jermaine Dupri. A partir desse momento, ela decidiu se aventurar no cinema com o filme Glitter. Simultaneamente, ela deixou a Columbia e assinou um contrato avaliado em 100 milhões de dólares com a Virgin Records, e lançou a trilha sonora do filme como primeiro álbum com a nova gravadora. Durante a campanha promocional para o projeto, fez uma aparição polêmica no Total Request Live (TRL), na qual ela distribuiu sorvetes para os fãs e demonstrou o que foi considerado pela mídia como "comportamento errático". Depois de deixar mensagens preocupantes em seu website, Carey internou-se num hospital em Connecticut, em decorrência de um "colapso emocional e físico", de acordo com sua porta-voz Cyndi Berger.
Após seu lançamento, Glitter obteve má recepção tanto pelos profissionais de cinema quanto em termos comerciais. A trilha sonora do filme teve um desempenho ligeiramente melhor, com "Loverboy" tornando-se o single mais vendido de 2001 nos Estados Unidos, apesar de ter vendido apenas uma pequena fração quando comparado às vendas dos álbuns anteriores de Carey. Após o fraco desempenho do filme e sua trilha sonora, o contrato de Carey com a Virgin foi terminado por iniciativa do próprio selo, que pagou a ela 28 milhões de dólares para que o rompimento se realizasse. A cantora posteriormente viajou para Capri, Itália, permanecendo lá por cinco meses, período em que ela começou a escrever e produzir material para um novo álbum de estúdio, decorrente das experiências que ela havia vivido nos últimos meses. Em maio de 2002, foi anunciado que a cantora havia firmado um contrato com a Island Records – com a qual ela quase havia assinado antes de optar pela Virgin – num valor estimado em 20 milhões de dólares, que previa a criação de seu próprio selo, o MonarC Entertainment. Lyor Cohen, presidente da Universal Music Group, companhia da qual a Island era subsidiária, comentou que "tudo que Mariah precisava era de um grande abraço e de uma companhia que realmente ama os artistas e que entende as dificuldades de ser um artista. Mariah é um presente para todos nós".

## Desenvolvimento e gravação
"A experiência de gravar este álbum é quase como a experiência da minha vida - passando por isso lidando com as coisas e tentando ser esperançosa. Não é um álbum cheio de desgraça e miséria. Há algumas músicas que lhe dão essa sensação de melancolia, mas eu tento sempre ir ao mais alto mesmo em uma situação que parece que poderia lhe quebrar. Eu tento sempre recorrer para o positivo, em vez de se afogar no negativo."

—Carey sobre o som do álbum para a Radio and Records.
Carey começou a escrever canções para seu novo álbum ainda sem título em 2002, antes do contrato com a Island ser assinado. Ela decidiu viajar para Capri no intuito de descansar e gravar o disco, mudando-se para um estúdio de gravação onde ela poderia focar em escrever e gravar sem nenhum tipo de distração. De acordo com a cantora, ela escrevia as canções em seu apartamento no andar de cima, e as gravava no estúdio que ficava no andar de baixo, no período da noite. A maior parte do álbum foi gravada em Capri, embora ela tenha ido para Atlanta, Nova Iorque e Filadélfia para gravar algumas faixas. O material produzido tornou-se o "álbum mais pessoal" de Carey. Ela se reuniu com colaboradores de longa data como Jermaine Dupri, Jimmy Jam, Terry Lewis e Randy Jackson, enquanto também trabalhou com novos compositores e produtores como 7 Aurelius, Just Blaze, Damizza e Dre & Vidal. A música de abertura e primeira faixa a ser escrita para o álbum, "Through the Rain", foi escrita por Carey ao lado de Lionel Cole. A canção, que foi inspirada pelas lutas que Carey havia passado no ano anterior, foi coproduzida por Jam e Lewis. "Eu sempre tento inserir positividade em minhas canções sempre que posso, para inspirar outras pessoas que passaram por essas coisas. Quero dizer que as coisas que falaram em tablóides e que as coisas que eram tão excessivamente exageradas, que é um aspecto. Eu também passei por um monte de coisas pessoais, um monte de coisas de família este ano. [...] Me trouxe para outro lugar. As pessoas vão ler e dizer: 'Esta é Mariah e sua luta'", disse Carey sobre a canção. Outra faixa que Jam, Lewis e Carey trabalharam em juntos é "Yours", Jam disse que contém "provavelmente um dos melhores ganchos [de todos os tempos]." Ele também comparou a uma das colaborações anteriores do trio, "Thank God I Found You" (2000). Inicialmente, a canção foi gravada como dueto com o cantor Justin Timberlake; A parte de Carey foi gravada primeiro e Timberlake gravou em uma sessão diferente. No entanto, devido a complicações contratuais, ela nunca foi lançada e a versão incluída no álbum tem apenas os vocais de Carey. Jam e Lewis também produziram mais duas músicas, "Wedding Song" e "Satisfy", que possui vocais de fundo de Michael Jackson, mas estas não entraram no alinhamento final.
Carey decidiu trabalhar com Just Blaze depois que ela ouviu a canção "Oh Boy", que ele havia produzido para Cam'ron. Juntos, eles produziram "Boy (I Need You)", um remake de "Oh Boy", e também "You Got Me". A cantora descreveu a primeira como uma de suas favoritas no álbum. "É definitivamente uma das minhas favoritas, porque eu amo a original. Foi legal tê-lo aqui, fazendo suas coisas em um ambiente tão aleatório", disse ela. Já a última apresenta versos de rap de Jay-Z e Freeway, e foi descrita por Carey como um "canção de assinatura de Just Blaze". Na época que a canção foi gravada, Jay-Z estava aproveitando um período de férias em Capsri, e foi ao estúdio para ouvir a canção. Depois de ouvi-la, ele expressou que queria contribuir para a canção e acrescentou versos de rap de sua autoria a ela. Dupri produziu "The One" e "You Had Your Chance". Ele disse que queria manter o "mesmo som familiar" de suas colaborações anteriores com Carey. "The One" foi descrita como uma "canção pessoal" por Carey e foi inspirada sobre o momento em que alguém se sente "machucado por relações no passado, e talvez você conhece alguém e você quer se envolver, mas você não tem certeza se você deve ou não". Ainda, ela decidiu gravar com uma banda ao vivo para o álbum. Em abril de 2002, ela conheceu 7 Aurelius e perguntou se ele poderia produzir canções para o álbum. Eles voaram para Nassau, Bahamas e lá gravaram uma série de canções de andamento acelerado e mediano, bem como baladas acompanhadas por uma banda ao vivo. 7 Aurelius disse que Carey foi "uma compositora maravilhosa" e descreveu o processo de gravação:

Fizemos três ou quatro canções em três ou quatro dias. A forma como estávamos fazendo-as, eu tinha [a secção de metais] lá em baixo junto comigo. Arrumamos todo o espaço com velas, um pouco de vinho agradável - [era] uma atmosfera muito boa. Foi completamente despojado, como 'Mariah Carey Unplugged'. Ela se revelou para mostrar seu talento. Ela estava realmente confiante em mim e minha visão, e eu estava confiante em quem ela era.

"Pulseiras de berloques sempre tiveram um significado pessoal e sentimental para mim. Os berloques são como pedaços de si mesmo que você passa para outras pessoas, os itens que contam sua história e que podem ser compartilhados, como uma canção. A pulseira representa o fundamento deste álbum, um corpo de trabalho que engloba muitos sentimentos."

—Carey sobre o título do álbum, Charmbracelet.
Randy Jackson contribuiu para quatro faixas do álbum. Ele comentou que o álbum era "o mais verdadeiro e honesto que ela fez. Ela não se importava com o que alguém pensava das letras. Elas só eram importantes para ela". Uma das faixas é uma regravação da música de Def Leppard, "Bringin' On the Heartbreak". Durante a sessão de fotos para Charmbracelet em Capri, Carey deparou-se com uma cópia do álbum Vault (1995), que contém a canção, e decidiu fazer uma versão para seu disco. Em entrevista à Billboard, Carey disse que a canção é "um exemplo de sua diversidade musical". Ela disse: "Eu adoro mostrar minhas influências de Minnie Riperton e [ir do] hip hop ao rock. É tudo de mim. Para 'Heartbreak', foi divertido relembrar uma canção que eu adorava cantar quando eu estava na escola. Eu acho que nós trazemos alguns novos elementos a ela". Outra canção que eles trabalharam juntos foi "My Saving Grace", que Carey descreveu como sua "graça salvadora" o processo de escrever, gravar e dar os toques finais ao álbum. Enquanto trabalhava no álbum em Capri, o pai de Carey, de quem ela era muito próxima, ficou doente e ela voltou a Nova Iorque para passar algum tempo com ele. Ele havia sido diagnosticado com câncer e podia tolerar apenas flores de girassóis devido a alergias que ele havia desenvolvido; porém, ele morreu logo após. Em sua memória, Carey escreveu e produziu a canção "Sunflowers for Alfred Roy". Ela comentou o que a canção representa: "[...] é meio difícil de falar. Passamos por um período de tempo muito difícil, porque era algo diferente, como um instante, tipo de coisa chocante que aconteceu". A canção provou ser "muito emocional" para Carey, o que a fez cantá-la apenas uma vez no estúdio. DJ Quik também produziu canções para o álbum, mas nenhuma delas entrou no alinhamento final.

## Música e letra
Depois da fraca recepção de seu álbum anterior, Glitter, bem como o colapso físico e emocional, Carey tentou fazer o seu regresso musical com Charmbracelet. De acordo com Carey, o disco é um de seus trabalhos mais pessoais, uma vez que suas canções combinam temas pessoais e introspectivos, e também aborda histórias de celebração e de diversão, com o amor sendo o tema lírico predominante do álbum. Enquanto ela continuamente se aventurou mais no R&B contemporâneo e hip-hop em todo o final da década de 90, o álbum está focado em trazer Carey de volta às suas raízes adulto contemporâneas, em uma tentativa de reconquistar seu público. Enquanto os críticos tanto elogiaram e criticaram a condição da voz de Carey em todo o álbum, muitos classificavam as canções como "médias", e sentiam que mais faltava um gancho suficiente.
Servindo como o primeiro single, e a mais ousada tentativa de Carey em recriar as baladas dos primeiros anos de sua carreira, foi "Through the Rain". A canção do álbum, escrita e produzida por Carey, foi descrito como uma balada de "auto-ajuda" e "inspiradora", liricamente descrevendo que um indivíduo não deve deixar que as dificuldades da vida as impeçam de cumprir os seus sonhos. Enquanto Carey abriu um monte de álbum com baladas mais lentas e autobiográficas, ela também tentou em fazer um álbum com uma mistura de vários gêneros diferentes. De acordo com Jon Pareles, do The New York Times, o álbum mostrou a versatilidade musical e vocal de Carey, especialmente ao ver as diferenças no primeiro e segundo singles, "Carey é conhecida por sua voz, é claro: ela pode atingir notas altas que mal podem ser ouvidas por humanos, e poucos cantores atingem as oitavas tão graciosamente como ela faz. Ele referenciou o segundo lançamento do projeto, "Boy (I Need You)", uma canção hip-hop e R&B com a participação de Cam'ron, e elogiou-o em suas diferenças com a maioria do conteúdo em Charmbracelet.
O terceiro single lançado a partir de Charmbracelet foi uma versão da canção de Def Leppard lançada em 1981, "Bringin' on the Heartbreak". A canção como com a maioria do álbum, apresenta sua instrumental ao vivo. Em "Yours", Pareles sentiu que sua voz soava como uma "combinação deliciosa de vocais sussurrados e ritmos brincalhões". Para a canção, Carey gravou seus vocais principais, em seguida, misturando coos adicionais e notas de improviso, a fim de fornecer uma voz dupla. Uma versão da canção com vocais de Justin Timberlake foi gravada, mas nunca foi lançada.

"Seu novo álbum cuidadosamente montado lembra um pré-computador em sua precisão sem alma. Mas há uma razão. Esse estranho Charmbracelet é um retrocesso para a Mariah suave e distorcida à massas que foi secumbida na decada de 1990 antes que ela começasse a competir com DMX para ter credibilidade na rua. Para trazer os clientes, Carey proporciona seu papel naquele agudo arrulho que você já conhece, uma espécie de Minnie Riperton sem alma, apoiada por apenas cordas de sintetizadores macios e teclados brilhantes."

—Um escritor do Los Angeles Daily News descrevendo a produção vocal do álbum em geral.
Os críticos consideraram "Subtle Invitation" como uma das canções mais fortes do álbum, devido à sua influência de jazz "bem executada". A canção começa com sons de pessoas fazendo refeição, então é introduzido uma forte linha de baixo e notas de bumbo. No final da canção, Carey usa cintos fora do clímax, com Sarah Rodman do The Boston Herald descrevendo-o como "fascinante" e "soa como se Carey cantasse em falsete, enquanto ainda usa sua voz de peito". "Clown" chamou a atenção da mídia após o lançamento do álbum, principalmente devido ao seu conteúdo lírico. Críticos especulam que Carey visa o rapper Eminem na música, conforme ele havia publicamente referenciado um relacionamento que alega ter tido com ela. A letra de "Clown" foi descritos como "languidamente sinistra" por Rodman, que se lê: "Eu devia ter ficado no: 'eu também gosto da sua música'... Você nunca devia ter insinuado que fomos amantes quando você sabe muito bem que nunca nem mesmo tocamos um ao outro". Além da letra da canção, críticos elogiaram a música, com Tom Sinclair do Entertainment Weekly chamando-a de "um número ranzinza agraciado com um violão e um vocal triste maravilhosamente sutil". Em "I Only Wanted" comparações foram feitas com "My All", em termos de instrumentação e estrutura dos versos, refrão e solo de guitarra. De acordo com Cinquemani, em versos como "desejo que estivesse embaixo do meu véu", Carey faz alusões vagas para o ex-marido Tommy Mottola. Além de sua inspiração latina na instrumentação de violão, a música faz uso de sons do vento como uma coluna vertebral adicional para a melodia, bem como pingos de água como de percussão. Uma das canções liricamente mais pessoais do álbum é "Sunflowers for Alfred Roy", nomeada assim depois que o pai de Carey, no qual ela faz referência direta a ele, no momento que compartilhavam em seu leito de morte. Instrumentação da canção apresenta um acompanhamento de piano simples, enquanto Carey reconta de uma visita que partilhava com seu pai em seu quarto de hospital, "Estranho sentir esse orgulho, forte homem/Agarre forte à minha mão".

## Singles
Quatro singles foram liberados do álbum para sua promoção. O primeiro single, "Through the Rain" foi lançado em 24 de setembro de 2002. Ele recebeu críticas mistas dos críticos, alguns dos quais disseram que era muito parecido com suas baladas anteriores, como "Hero" e "Outside", enquanto outros elogiaram os vocais de Carey na música. Foi um dos singles mais vendidos de Carey nos EUA, alcançando o número 81 na Billboard Hot 100 dos EUA. No entanto, liderou as paradas do Hot Dance Club Play e alcançou o top 20 da parada de adulto contemporâneos. Fora dos EUA, o single teve um desempenho moderado, atingindo a posição entre os dez primeiros no Canadá, Suíça, Suécia, Itália e Reino Unido, e entre os 20 primeiros da Irlanda, Austrália, Noruega e Dinamarca. O videoclipe de "Through the Rain", dirigido por Daver Meyers, baseia-se em um namoro escondido dos pais de Carey. Cenas de Carey cantando em uma rua quando a chuva começa a cair são mescladas com a história de um casal inter-racial que foge de suas famílias, que se opõem ao seu relacionamento.
"Boy (I Need You)", que foi lançado como o segundo single em 26 de novembro de 2002, recebeu críticas mistas dos críticos. O single não conseguiu fazer muito sucesso nas paradas mundiais; alcançando o número 68 na parada americana de Hip-Hop/R&B e o número 57 na parada Hot Singles Sales. Em outros lugares, a música alcançou o número 17 no Reino Unido, e alcançou o top 40 na Austrália, Países baixos, Irlanda e Nova Zelândia. O videoclipe de "Boy (I Need You)" foi dirigido por Joseph Kahn e foi filmado em Shibuya e Los Angeles. Inicialmente, "The One" foi programado para ser lançado como o segundo single e o videoclipe foi gravado para aquela música. No entanto, no meio das filmagens, o single foi alterado para "Boy (I Need You)". Descrita como "Speed Racer conhece Hello Kitty e Cam'ron" de Carey, o vídeo incorpora elementos da cultura japonesa e apresenta o alter-ego de Carey, Bianca.
O terceiro single do álbum é uma versão cover de "Bringin' on the Heartbreak", lançado em 25 de novembro de 2003. Embora ele tenha ganhado em sua maioria criticas positivas, ele não conseguiu entrar na Billboard Hot 100, mas chegou a número cinco no Hot Dance Club Play. Fora dos EUA, a música teve seu pico mais alto na Suíça, alcançando o número 28 e permanecendo nas paradas por oito semanas. Ele também figurou nas paradas da Áustria e na região da Valônia, na Bélgica. O videoclipe da música foi dirigido por Sanaa Hamri. Outra canção do álbum, "Irresistible (Westside Connection)" ficou em 81º lugar no Billboard Hip-Hop/R&B Songs.

## Lançamento e promoção

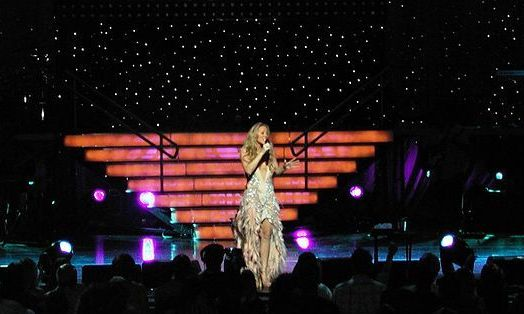
Carey apresentando "Hero" durante sua Charmbracelet World Tour (2003–04).

Carey embarcou em uma extensa turnê promocional em apoio ao lançamento de Charmbracelet e de seus singles. A promoção começou no NRJ Music Awards de 2002, onde ela apresentou  "Through the Rain" vestindo uma longa saia preta e um blazer denim. Três dias antes do lançamento do álbum nos Estados Unidos, foi ao ar na MTV um programa de uma hora intitulado Mariah Carey: Shining Through the Rain, no qual Carey foi entrevistada e cantou várias músicas de Charmbracelet e de seu repertório anteriores. Ela falou sobre os rumores sobre as causas de sua hospitalização, falou sobre o álbum e sua inspiração, e conduziu uma sessão de perguntas e respostas com os fãs. Durante o primeiro mês após o lançamento do álbum, Carey apareceu em vários programas de entrevistas na televisão. Ela apareceu no programa de televisão Today, onde cantou quatro músicas no Mall of America para uma multidão de mais de 10.000 pessoas. No início de dezembro, Carey viajou ao Brasil para a promoção sul-americana de Charmbracelet, aparecendo no programa dominical Fantástico. Ela cantou "My All", "Through the Rain" e "I Only Wanted" usando um longo vestido rosa. Ela também fez uma aparição surpresa no Show da Virada, cantando "Through the Rain" e "My All". Em 3 de dezembro de 2002, Carey apareceu no The Oprah Winfrey Show, onde apresentou "Through the Rain" e "My Saving Grace", e deu uma entrevista altamente divulgada sobre sua hospitalização. Antes de sua hospitalização, uma entrevista privada foi marcada com Barbara Walters da ABC, produtora executiva do The View, na época do lançamento de Glitter. Em vez de dar a Walters uma entrevista completa após seu retorno aos olhos do público, sua gravadora Island decidiu que o programa de Winfrey seria mais apropriado. A entrevista de Carey com Matt Lauer na Dateline NBC, foi ao ar na mesma noite.
Em 17 de dezembro, Carey cantou "I Only Wanted" no The View depois de co-apresentar o programa. Um mês depois, Carey foi um dos artistas a se apresentarem no 30º American Music Awards, realizado em 13 de janeiro de 2003. Ela cantou "Through the Rain" ao lado de um coral gospel ao vivo, enquanto usava um longo vestido preto. Durante a performance, imagens de manchetes de jornais relatando a hospitalização de Carey foram projetadas em uma grande cortina atrás dela, com uma frase: "Quando você cai, você se levanta". Carey foi aplaudida de pé no fim da apresentação. Em meados de fevereiro, Carey foi o grande destaque do jogo de estrelas da NBA, o qual foi o último jogo de Michael Jordan. Ela usava um vestido comprido, roxo e apertado da Washington Wizards, e cantou "Boy (I Need You)", "My Saving Grace" e "Hero", no qual foi novamente aplaudida de pé e levou Jordan às lágrimas. Em 1 de março, Carey se apresentou no Soul Train Music Awards, ostentando um penteado retrô enrolado e vestindo um vestido de gala cor borgonha. Ela apresentou "My Saving Grace", e como no American Music Awards, imagens de manchetes de jornais e fotografias de inspiração foram projetadas em uma tela grande. Após a apresentação, Carey recebeu um prêmio pelo conjunto da obra por sua contribuição à música. No final de março, Charmbracelet foi lançado na Europa e Carey apareceu em vários programas de televisão para promover o projeto. Ela cantou os dois primeiros singles do álbum no programa britânico de música Top of the Pops, e um set similar no The Graham Norton Show e Fame Academy. No último programa, Carey foi acompanhada no palco pelos finalistas do programa, que cantaram o clímax de "Through the Rain" ao lado dela.

### Turnê

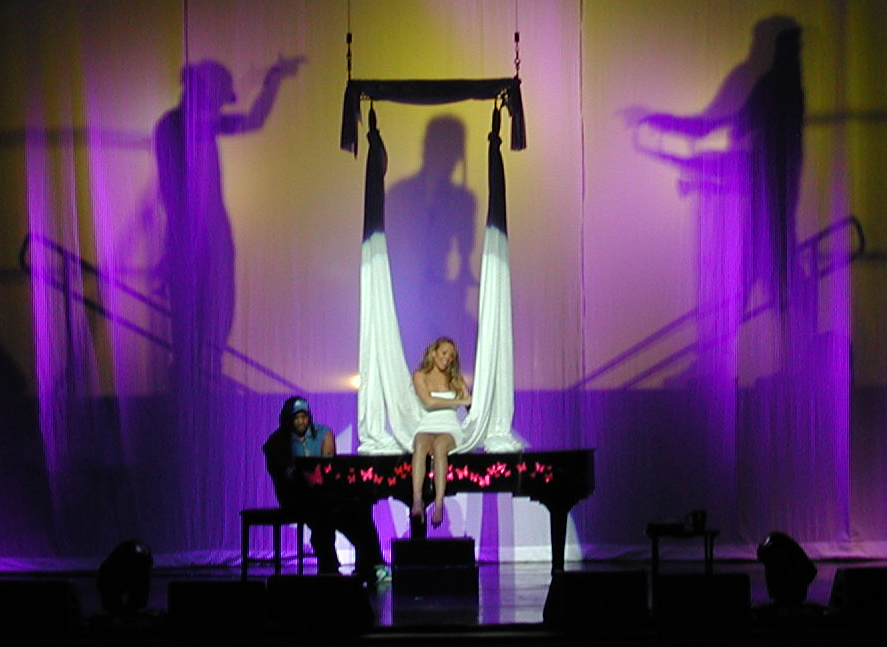
Carey sentada em um piano, performando "Subtle Invitation", durante a Charmbracelet Tour (2003–04)

Para promover o álbum, Carey anunciou uma turnê mundial em abril de 2003. Charmbracelet World Tour: An Intimate Evening with Mariah Carey tornou-se sua turnê mais extensa, com duração de oito meses e realização de 69 concertos em diversos locais em todo o mundo. Antes dos ingressos serem vendidos nos Estados Unidos, os locais foram mudados de grandes arenas para teatros menores e mais intimistas. De acordo com Carey, a mudança foi feita para dar aos fãs uma uma sensação mais íntima com a artista, e algo mais influenciado pela Broadway. Ela disse: "É muito mais íntimo, então você vai sentir que teve uma experiência. Você passa uma noite comigo". No entanto, enquanto pequenas produções foram reservadas para a parte estadunidense da turnê, Carey se apresentou em estádios e arenas na Ásia e na Europa, e se apresentou para uma multidão de mais de 35.000 pessoas em Manila, 50.000 na Malásia e mais de 70.000 pessoas na China. No Reino Unido, foi a primeira turnê de Carey a ter shows fora de Londres; ela se apresentou em Glasgow, Birmingham e Manchester.
Charmbracelet World Tour recebeu avaliações positivas de críticos de música e concertos, muitos dos quais elogiaram a qualidade dos vocais de Carey e a produção dos concertos. Os fãs tiveram a oportunidade de solicitar músicas do repertório da artista, o que contribuiu para sua recepção positiva. Em seu show em Manila, Rito P. Asilo, do Philippine Daily Inquirer, escreveu: "Eu não esperava que sua voz fosse tão cristalina!". Ele acrescentou: "Depois de 15 músicas, parece que não tivemos o suficiente de Mariah - e nos tornamos admiradores!".

## Análise da crítica
| Críticas profissionais | Críticas profissionais |
| Pontuações agregadas   | Pontuações agregadas   |
| Fonte                  | Avaliação              |
| ---------------------- | ---------------------- |
| Metacritic             | 43/100                 |
| Avaliações da crítica  |                        |
| Fonte                  | Avaliação              |
| AllMusic               | [ 20 ]                 |
| Blender                | [ 85 ]                 |
| Entertainment Weekly   | C                      |
| Los Angeles Times      | [ 86 ]                 |
| The Guardian           | [ 2 ]                  |
| The Province           | [ 87 ]                 |
| Rolling Stone          | [ 1 ]                  |
| Slant Magazine         | [ 40 ]                 |
| USA Today              | [ 88 ]                 |
| Yahoo! Music           | [ 89 ]                 |

Após o seu lançamento, Charmbracelet foi recebido com avaliações em sua maioria negativas. O agregador Metacritic, que calcula as avaliações profissionais em uma pontuação numérica, atribuiu a Charmbracelet uma pontuação de 43/100, indicando "revisões mistas ou medianas". Tom Sinclair, da Entertainment Weekly, disse que Carey estava "com a voz boa" no disco, mas concluiu dizendo que "muito de Charmbracelet está atolado no lixo do meio da estrada". Kelefa Sanneh, do The New York Times escreveu que o álbum "é em sua maioria agradável, embora nem sempre seja emocionante, e algumas colaborações dão errado". Ele chamou a voz de Carey de "invariavelmente surpreendente", e disse que "ela pode fazer notas altas que mal parecem humanas", elogiou sua versatilidade e escreveu que "também sabe como fazer um hit hip-hop" ao conter sua voz e deixar a batida se sobressair. Sal Cinquemani, da Slant Magazine, avaliou o disco com três de cinco estrelas, e escreveu que embora não houvesse nada tão imediato quanto "Fantasy" ou "My All", Charmbracelet era "significativamente menos artificial que o Rainbow de 1999 e quase tão criativamente libertador como Butterfly". Apesar de classificá-lo como um produto bem acabado, Tim Levell da BBC sentiu que ele era "muita cobertura e pouco bolo".
O editor da Billboard, Michael Paoletta, criticou o excesso de baladas presentes no disco e afirmou que, embora os fãs de seus trabalhos do início da década de 1990 seriam mais receptivos ao material, o público conquistado a partir de sua fase hip hop poderiam se sentir "perdidos e abandonados". Neva Chonin do San Francisco Chronicle concordou, dizendo que Carey "parece incapaz de avançar em um mundo musical que viu uma década de rearranjos radicais" sobre seu retorno às baladas. Stephen Thomas Erlewine, do AllMusic, disse que Charmbracelet poderia ser seu pior álbum caso não fosse o sucessor de Glitter, criticando sua produção e a condição vocal de Carey, elaborando: "Sempre que ela canta, há um assobio rouco por trás de sua voz fina e ela se esforça para fazer falsetes em todo o disco... sua voz está danificada e não há um momento em que soe forte ou convidativa". Ethan Browne, da New York, criticou os "sinos bizarros e teclados tilintantes" presentes no álbum, e indagou: "Charmbracelet foi gravado em uma loja Casio? Este instrumento – e o de Mariah – precisa ser parado". Em sua revisão para o The Guardian, Dorian Lynskey considerou o disco como "mais um exercício de relações públicas do que qualquer outra coisa, varrendo seus problemas recentes para debaixo de um tapete brilhante de soul melismático e antiquado e de pop-rap higiênico".
Barry Walters, da Rolling Stone, deu a Charmbracelet duas estrelas, escrevendo que nenhuma das músicas eram ousadas, que a falta de ganchos fez do álbum fraco, e disse: "Carey precisa de músicas ousadas que a ajudem a usar o poder e alcance para as quais ela é famosa. Charmbracelet é como um fluxo de aquarelas que sangram em uma poça marrom". O colunista britânico Angus Batey, escrevendo para o Yahoo! Music UK, chamou as músicas de Charmbracelet de esquecíveis, e escreveu: "Ela costumava correr riscos, mas Charmbracelet é conservador, sem entusiasmo e sem inspiração; e, embora seja compreensível que simplesmente fazer outro álbum marque uma espécie de triunfo, é impossível admirar Mariah do jeito que seu talento merece". John Mulvey da NME criticou seu conteúdo, escrevendo: "Nominalmente, Charmbracelet é um álbum de R&B da mesma forma que Tony Blair é nominalmente um socialista...Tragédias, ao todo, foram piores". Em uma avaliação negativa para o disco, Robert Hilburn, do Los Angeles Times, disse que o disco era "tão profissional e sem vida quanto você esperaria de Carey".
No 17º Japan Gold Disc Award em 2003, o álbum foi indicado na categoria de Álbum Pop/Rock do Ano (Internacional).

## Relançamento
Enquanto se preparava para a parte asiática da Charmbracelet World Tour, Carey anunciou que Charmbraclet seria relançado com quatro faixas adicionais na Europa e na Ásia em 26 de julho de 2003 - o primeiro dia da etapa norte-americana da turnê. Carey incluiu "I Know What You Want" seu dueto com Busta Rhymes, que foi lançado como um single de seu álbum, It Ain't Safe No More (2002), e tornou-se maior canção de gráficos de Carey internacionalmente desde 2001, atingindo os cinco primeiros lugares na Austrália, Canadá, Holanda, Irlanda, Itália, Suíça, EUA e Reino Unido. Em uma entrevista com Carson Daly, Carey disse: "O dueto de Busta Rhymes ... se tornou tão bem sucedido que nós dissemos que iriamos colocá-lo no meu álbum também". O re-lançamento também incluiu "There Goes My Heart", "Got a Thing 4 You", com Da Brat e Elephant Man, e "The One (So So Def Remix)", com Bone Crusher. A versão relançada do álbum ficou três semanas na parada de álbuns da Oricon no Japão, onde chegou ao número 96 na edição de 14 de julho de 2003.

## Faixas
| N.º | Título                                                                          | Compositor(es)                                                                 | Produtor(es)                                           | Duração |  |
| 1.  | "Through the Rain"                                                              | Mariah Carey Lionel Cole                                                       | Carey Jimmy Jam and Terry Lewis James "Big Jim" Wright | 4:48    |  |
| 2.  | "Boy (I Need You)" (com participação de Cam'ron)                                | Carey Justin Smith Norman Whitfield                                            | Carey Just Blaze                                       | 5:14    |  |
| 3.  | "The One"                                                                       | Mariah Carey Bryan-Michael Cox Jermaine Dupri                                  | Carey Cox Dupri                                        | 4:08    |  |
| 4.  | "Yours"                                                                         | Carey Harris Lewis Wright                                                      | Carey Jimmy Jam and Terry Lewis Big Jim                | 5:06    |  |
| 5.  | "You Got Me" (com participação de Jay-Z e Freeway)                              | Carey Shawn Carter Leslie Pridgen Smith                                        | Carey Just Blaze                                       | 4:22    |  |
| 6.  | "I Only Wanted"                                                                 | Carey Cole                                                                     | Carey Randy Jackson                                    | 3:38    |  |
| 7.  | "Clown"                                                                         | Carey Vidal Davis Andre Harris                                                 | Carey Dre & Vidal                                      | 3:17    |  |
| 8.  | "My Saving Grace"                                                               | Carey Kenneth Crouch Jackson Trevor Lawrence                                   | Carey Jackson                                          | 4:09    |  |
| 9.  | "You Had Your Chance"                                                           | Carey Cox Dupri Leon Haywood                                                   | Carey Cox Dupri                                        | 4:22    |  |
| 10. | "Lullaby"                                                                       | Carey Davis Harris                                                             | Carey Dre & Vidal                                      | 4:56    |  |
| 11. | "Irresistible (West Side Connection)" (com participação de Westside Connection) | Carey O'Shea Jackson Quincy Jones III Theodore Life Dexter Wansel Damion Young | Carey Damizza                                          | 5:04    |  |
| 12. | "Subtle Invitation"                                                             | Carey Marcus Vest Randy Jackson Kenneth Crouch Lloyd Smith Rob Bacon           | Carey Channel 7                                        | 4:27    |  |
| 13. | "Bringin' on the Heartbreak"                                                    | Steve Clark Joe Elliott Pete Willis                                            | Carey Jackson                                          | 4:34    |  |
| 14. | "Sunflowers for Alfred Roy"                                                     | Carey Cole                                                                     | Carey Jackson                                          | 2:59    |  |
| 15. | "Through the Rain (Remix)" (com participação de Joe e Kelly Price)              | Carey Crouch Jackson                                                           | Carey Just Blaze                                       | 3:32    |  |

| Faixas bônus da edição britânica |                                                            |                                                                                            |                                               |         |  |
| N.º                              | Título                                                     | Compositor(es)                                                                             | Produtor(es)                                  | Duração |  |
| 16.                              | "Miss You" (com participação de Jadakiss)                  | Mariah Carey Bryan-Michael Cox Jermaine Dupri J.T. Philips Terry Etling Linda Laurie       | Mariah Carey Jermaine Dupri Bryan-Michael Cox | 5:09    |  |
| 17.                              | "I Know What You Want" (com Busta Rhymes e Flipmode Squad) | Leroy Jones Rashia Fisher Ricardo Thomas Roger "Rampage" McNair William Lewis Tahiem Smith | Ricardo Thomas Darren Rap Mike Zinczenko      | 5:27    |  |

| Conteúdo bônus do disco Special Tour Edition |                                                                            |                                                                                            |                                               |         |  |
| N.º                                          | Título                                                                     | Compositor(es)                                                                             | Produtor(es)                                  | Duração |  |
| 1.                                           | "There Goes My Heart"                                                      | Mariah Carey Irving Lorenzo Marcus Vest Llyod L Smith [ 108 ]                              | Mariah Carey Marcus Vest                      | 4:11    |  |
| 2.                                           | "I Know What You Want" (com Busta Rhymes e participação de Flipmode Squad) | Leroy Jones Rashia Fisher Ricardo Thomas Roger "Rampage" McNair William Lewis Tahiem Smith | Ricardo Thomas Darren Rap Mike Zinczenko      | 4:16    |  |
| 3.                                           | "Got a Thing 4 You" (com Da Brat e participação de Elephant Man)           | Robert Caldwell Shawntae Harris L.T. Hutton Alfons Kettner [ 109 ]                         | Shawntae Harris L.T. Hutton                   | 5:02    |  |
| 4.                                           | "The One (So So Def Remix)" (com participação de Bone Crusher)             | Mariah Carey Jermaine Dupri Bryan-Michael Cox                                              | Mariah Carey Jermaine Dupri Bryan-Michael Cox | 4:38    |  |
| 5.                                           | "Through the Rain" (videoclipe)                                            |                                                                                            |                                               |         |  |
| 6.                                           | "Boy (I Need You)" (videoclipe)                                            |                                                                                            |                                               |         |  |

Notas
- "Boy (I Need You)" contém amostras de "Oh Boy" de Cam'ron e "Call Me" de Tweet.
- "You Had Your Chance" contém amostras de "I Want'a Do Something Freaky to You" de Leon Haywood.
- "Irresistible (Westside Connection)" contém amostras de "You Know How We Do It" de Ice Cube.
- "Bringin' on the Heartbreak" contém amostras de "Bringin' on the Heartbreak" de Def Leppard.

## Créditos
Créditos adaptados do encarte de Charmbracelet.
| - Mariah Carey – composição, produção, produção executiva, vocais, vocais de fundo - Asif Ali – engenharia - Florian Ammon – edição digital, mixagem de áudio, engenharia vocal - Giulio Antognini – assistente de engenharia - Bobby Ross Avila – guitarra - Rob Bacon – composer, guitarra, guitarra eletrica - Karen Elaine Bakunin – viola - Charlie Bisharat – quarteto de cordas, cordas - Printz Board – trompete - Oswald "Wiz" Bowe – assistente de engenharia - Denyse Buffum – viola - Eve Butler – quarteto de cordas, cordas - Cam'ron – rap - David Campbell – arranjo de cordas - Darius Campo – quarteto de cordas, cordas - Shawn Carter – compositor - Dana Jon Chappelle – engenharia, engenharia vocal - Susan Chatman – quarteto de cordas, cordas - Andrew Chavez – assistente de enhenharia - Steve Clark – compositor - Lionel Cole – compositor, piano, sintetizador de baixo - Larry Corbett – violoncelo - Bryan-Michael Cox – compositor, produtor - Kenneth Crouch – baixo, compositor, piano rhodes, teclado - Damizza – produtor - Melonie Daniels – vocais de fundo - Vidal Davis – compositor, mixagem - Mario Diaz de Leon – quarteto de cordas, cordas - Joel Derouin – quarteto de cordas, cordas - Vincent Dilorenzo – assistente de engenharia - DJ Vice – programação - Karen Dreyfus – viola - Jermaine Dupri – compositor, mixagem, produtor - Elizabeth Dyson – violoncelo - Joe Elliott – compositor - Brian Frye – engenheiro - Matt Funes – viola - Kevin G. – engenheiro - Armen Garabedian – quarteto de cordas, cordas - Paul Gregory – assistente de engenharia, engenharia - Kevin Guarnieri – edição digital, engenharia - Matt Gunes – viola - Mick Guzauski – mixagem - Reggie Hamilton – baixo - Dawn Hannay – viola - Andre Harris – compositor, mixagem - David Ryan Harris – guitarra - James Harris – compositor - Leon Haywood – compositor - Steve Hodge – engenharia, mixagem - John Horesco IV – assistente - O'Shea Jackson – compositor - Randy Jackson – baixo, baixo elétrico, percussão, produtor - Jimmy Jam – guitarra, instrumentais, produtor - Eric Johnson – guitarra acústica - Just Blaze – instrumentais, produtor - Suzie Katayama – violoncelo, string contractor - Gimel "Young Guru" Katon – mixagem - Steve Kempster – mixagem de cordas, engenharia de faixas - Peter Kent – quarteto de cordas, cordas - Kevin G. – engenharia - Ann Kim – violino - Lisa Kim – violino - Myung Hi Kim – violino - Melissa Kleinbart – violino - Soohyun Kwon – violino - Trevor Lawrence – compositor, programação de bateria - Jeanne LeBlanc – violoncelo - John Lemkuhi – percusão, design de som - Ken Lewis – mixagem - Terry Lewis – compositor, guitarra, instrumentais, produtor - Theodore Life – compositor - Liza Lim – violino | - Trey Lorenz – vocais de fundo - Bob Ludwig – masterização - Mario Deleon – cordas - Rob Mathes – condução, arranjo de cordas - Jeremy McCoy – baixo - Melanie Daniels – vocais de fundo - Colin Miller – engenheiro - Ann Mincieli – assistente de engenharia - Tadd Mingo – assistente de engenharia - John D. Mitchell – programação de bateria - Bill Molina – engenharia - Billy Odum – guitarra - William Odum – guitarra - Tim Olmstead – assistente de engenharia - Suzanne Ornstein – violino - Alyssa Park – quarteto de cordas, cordas - Sara Parkins – quarteto de cordas, cordas - John Patitucci – baixo - Kelly Price – vocais, vocais de fundo - Michelle Richards – quarteto de cordas, cordas - Steve Richards – violoncelo, cordas - Alexander Richbourg – programação de bateria, programação de vocais - Robert Rinehart – viola - Tom Rosenthal – viola - Jeff Rothschild – assistente de engenharia - Laura Seaton – violino - 7 Aurelius – compositor, produtor, programação - Andrew Sherman – piano - Jaime Sickora – assistente de engenharia - Dexter Simmons – mixagem - Fiona Simon – violino - Carl "Butch" Small – percussão - John Smeltz – engenharia, mixagem - Dan Smith – violoncelo, cordas - Daniel Smith – violoncelo - Justin Smith – compositor - Lloyd Smith – compositor - Xavier Smith – assistente, assistente de engenharia - Jay Spears – assistente de engenharia, edição digital - Brian Springer – engenharia - Brian Sumner – assistente de engenharia - Phil Tan – engenharia, mixagem - Mary Ann Tatum – vocais de fundo - Lesa Terry – quarteto de cordas, cordas - Michael Thompson – guitarra, guitarra clássica, violão de aço - Jeremy Turner – violoncelo - German Villacorta – assistente de engenharia - Seth Waldman – assistente de engenharia - Dexter Wansel – compositor - Norman Whitfield – compositor - Pete Willis – compositor - Evan Wilson – viola - John Wittenberg – quarteto de cordas, cordas - Mary Wooten – violoncelo - Jason Wormer – assistente de engenharia - James "Big Jim" Wright – compositor, produtor - Sharon Yamada – violino - Jung Sun Yoo – violino - Bradley Yost – assistente de engenharia - Damion Young – compositor - Antony Zeller – assistente de engenharia |

### Locais de gravação
Locais de gravação adaptados do encarte de Charmbracelet.
| - Capri Digital Studios (Capri, Itália) - Capro Studio (Capri, Itália) - Compass Point Studios (Nassau, Bahamas) - Enterprise 2 Studios (Los Angeles, Califórnia) - Flyte Tyme Studio (Edina, Minnesota) - Henson Studio (Los Angeles, Califórnia) - Quad Recording (Nova Iorque, Nova Iorque) - Right Track Studios (Nova Iorque, Nova Iorque) | - SouthSide Studios (Atlanta, Geórgia) - Studio Atlantis (Los Angeles, Califórnia) - The Record Plant (Los Angeles, Califórnia) - The Studio (Filadélfia, Filadélfia) - The Village Recorder (Los Angeles, Califórnia) - The Womb (Los Angeles, Califórnia) - Westlake Audio (Los Angeles, Califórnia) - Zac Recording (Atlanta, Geórgia) |

## Desempenho nas tabelas musicais

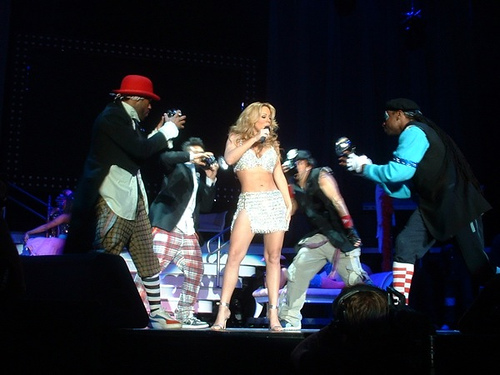
Carey performando o primeiro single, "Heartbraker", durante uma apresentação da Charmbracelet World Tour em 2003.

Charmbracelet foi inicialmente projetado para ser lançado nos Estados Unidos em 10 de dezembro de 2002. No entanto, a data foi remarcada para a semana antecedente, em 3 de dezembro. Foi lançado através da Island Records e do selo de Carey, MonarC Entertainment. Considerado pela mídia como um lançamento muito esperado, estreou no terceiro lugar da tabela estadunidense Billboard 200, vendendo 241.000 cópias em sua primeira semana, atrás de Up! de Shania Twain e de Tim McGraw and the Dancehall Doctors de Tim McGraw. Tal número foi mais que o dobro do que a trilha sonora de Glitter vendeu em sua semana de estreia, mas inferior a Rainbow (1999), que havia vendido 323.000 unidades. Ele permaneceu na tabela por 22 semanas, e foi certificado como platina pela Recording Industry Association of America (RIAA) após ter mais de um milhão de unidades comercializadas no país. Em abril de 2013, foi estimado pela Nielsen Soundscan que as vendas do álbum nos Estados Unidos alcançavam 1.166.000 cópias, um número ligeiramente superior às vendas de Glitter.
No Canadá, o álbum estreou no Canadian Albums Chart no número 30, em contraste com Glitter, que estreou no quarto lugar no país. Foi certificado como ouro pela Canadian Recording Industry Association (CRIA) pelas mais de 50.000 cópias vendidas. Na semana de 15 de dezembro de 2002, Charmbracelet entrou no Australian Albums Chart em sua posição de pico de número 42. Ele saiu da parada na semana seguinte, tornando-se um dos álbuns menos bem sucedidos de Carey no país. No Japão, Charmbracelet estreou no número quatro na tabela de álbuns da Oricon, sua segunda posição mais alta em todo o mundo, e vendeu 63.365 unidades em sua primeira semana. O álbum passou mais uma semana no número quatro e vendeu 71.206 unidades. Ficou nas paradas por um total de 15 semanas e, de acordo com a Oricon, vendeu 240.440 cópias. A Recording Industry Association of Japan (RIAJ) o certificou como platina pela comercialização de mais de 200.000 unidades.
Na Áustria, o álbum chegou ao número 34 e permaneceu na parada por sete semanas. Na região flamenga da Bélgica, o disco atingiu o número 48, enquanto alcançou o 28º lugar na região da Valónia daquele país. Charmbracelet entrou na parada de álbuns francesa no número 20 na semana de 7 de dezembro de 2002, passou 30 semanas no gráfico e foi certificado de ouro pelo Syndicat National de l'Édition Phonographique (SNEP), pelas mais de 100.000 unidades vendidas. Charmbracelet debutou em seu pico de número 32 na Alemanha e chegou ao número 50 na Suécia. Na Suíça, o álbum alcançou o nono lugar no Swiss Albums Chart e ficou nas paradas por 10 semanas; foi certificado como ouro pela International Federation of the Phonographic Industry (IFPI). No Reino Unido, o álbum atingiu o número 52, vendendo 19.000 cópias em sua primeira semana. Ele vendeu um total de 122.010 cópias no país até abril de 2008. Em fevereiro de 2003, foi certificado como ouro pela British Phonographic Industry (BPI) pela comercialização de 100.000 unidades do produto no Reino Unido. Nos Países Baixos, o álbum estreou no número 48 na edição de 14 de dezembro de 2002. Na semana seguinte, chegou ao número 30. Ele ficou nas paradas por 19 semanas, e fez duas reentradas, uma em junho de 2003 e outra em agosto de 2003.
Charmbracelet foi certificado como ouro no Brasil e em Hong Kong pela Associação Brasileira dos Produtores de Discos (ABPD) e IFPI Hong Kong, respectivamente. O álbum vendeu cerca de três milhões de cópias em todo o mundo.
| Tabela musical (2002)                   | Maior posição |
| --------------------------------------- | ------------- |
| Alemanha (Offizielle Deutsche Charts)   | 32            |
| Austrália (ARIA)                        | 42            |
| Áustria (Ö3 Austria Top 40)             | 34            |
| Bélgica (Ultratop Flandres)             | 48            |
| Bélgica (Ultratop Valônia)              | 28            |
| Canadá (Billboard)                      | 30            |
| Espanha (PROMUSICAE)                    | 24            |
| Escócia (Official Scottish Albums)      | 87            |
| Estados Unidos (Billboard 200)          | 3             |
| Estados Unidos (Top R&B/Hip Hop Albums) | 2             |
| Europa (Billboard European Albums)      | 23            |
| França (SNEP)                           | 12            |
| Itália (FIMI)                           | 22            |
| Japão (Oricon)                          | 4             |
| Países Baixos (Dutch Charts)            | 30            |
| Reino Unido (Official Albums Chart)     | 52            |
| Reino Unido (UK R&B Albums Chart)       | 16            |
| Suécia (Sverigetopplistan)              | 50            |
| Suíça (Schweizer Hitparade)             | 9             |

| Tabela musical (2002)                             | Posição |
| ------------------------------------------------- | ------- |
| Itália (Hit Parade Italia)                        | 160     |
| Tabela musical (2003)                             | Posição |
| Estados Unidos (Billboard 200)                    | 61      |
| Estados Unidos (Billboard Top R&B/Hip-Hop Albums) | 40      |
| França (SNEP)                                     | 121     |
| Japão (Oricon)                                    | 53      |

## Vendas e certificações
| Região                                                                                             | Certificação | Vendas    |
| -------------------------------------------------------------------------------------------------- | ------------ | --------- |
| Brasil (Pro-Música Brasil)                                                                         | Ouro         | 50,000*   |
| Canadá (Music Canada)                                                                              | Ouro         | 50,000^   |
| Espanha (PROMUSICAE)                                                                               | Ouro         | 50,000^   |
| Estados Unidos (RIAA)                                                                              | Platina      | 1,170,000 |
| França (SNEP)                                                                                      | Ouro         | 199,900   |
| Japão (RIAJ)                                                                                       | Ouro         | 240,440   |
| Hong Kong (IFPI Hong Kong Group)                                                                   | Platina      | 10,000*   |
| Reino Unido (BPI)                                                                                  | Platina      | 122,010   |
| Suíça (IFPI Suíça)                                                                                 | Ouro         | 20,000^   |
| *números de vendas baseados somente na certificação ^distribuições baseadas apenas na certificação |              |           |